# NGC 1112
NGC 1112 = IC 1852 ist eine Balken-Spiralgalaxie vom Hubble-Typ SBc im Sternbild Widder nördlich der Ekliptik. Sie ist schätzungsweise 379 Millionen Lichtjahre von der Milchstraße entfernt und hat einen Durchmesser von etwa 130.000 Lj.

Im selben Himmelsareal befinden sich u. a. die Galaxien NGC 1109, NGC 1111, NGC 1115, IC 1855.
Das Objekt wurde am 2. Dezember 1863 vom deutschen Astronomen Albert Marth entdeckt.